# Martin Hinterstocker (ur. 1954)
Martin Hinterstocker (ur. 28 lipca 1954 w Garmisch-Partenkirchen) – niemiecki hokeista oraz trener, reprezentant Niemiec, brązowy medalista olimpijski z 1976 roku z Innsbrucka.
Hinterstocker rozpoczął swoją karierę w 1971 roku w zespole Berliner SC z którym w 1974 roku zdobył mistrzostwo Niemiec. W roku 1979 został najlepszym strzelcem Bundesligi. W 1982 roku Niemiec przeszedł do Düsseldorfer EG. Jego kolejnymi klubami były ECD Iserlohn, SC Riessersee, Augsburger EV, ESV Kaufbeuren oraz ECD Sauerland.
Niemiecki hokeista brał udział w Zimowych Igrzyskach Olimpijskich 1976. Podczas tego turnieju reprezentacja Republiki Federalnej Niemiec zdobyła brązowy medal. Podczas kolejnych igrzysk w Lake Placid zespół, który reprezentował odpadł w rundzie wstępnej.
Martin Hinterstocker swoją karierę zakończył w 1990 roku. W 1992 rozpoczął pracę jako trener w klubie EV Füssen, w kolejnych latach trenując inne niemieckie drużyny.
Jego brat Hermann, syn Benjamin oraz wnuk Martin również zostali hokeistami.